# Copa Pan-Americana de Voleibol Masculino Sub-21 de 2015
O Copa Pan-Americana de Voleibol Masculino Sub-21 de 2015 foi a 2ª edição do torneio organizado pela NORCECA  e CSV, realizado em 23  a  28 de junho, com a participação de sete países.A edição foi vencida pela primeira vez pelo selecionado brasileiro e teve com Melhor Jogador o brasileiro Lucas Madalóz.

## Seleções participantes
As seguintes seleções confirmaram participação na Copa Pan-Americana de Voleibol Masculino Sub-21:
| Equipe         | Última participação |
| -------------- | ------------------- |
| Canadá         | (Sede), 2º em 2011  |
| Barbados       | estreante           |
| Brasil         | estreante           |
| Chile          | 3º em 2011          |
| El Salvador    | estreante           |
| Estados Unidos | estreante           |
| México         | 5º em 2011          |

## Formato da disputa
As setes seleções foram divididas em Grupo A e B, o primeiro com tres seleções e o último com quatro, em cada grupo as seleções se enfrentam entre si, as primeiras colocadas de cada grupo se classifica diretamente para as semifinais, as segundas e terceiras colocadas para disputar as quartas de final,   desta última disputa  os eliminados unir-se-ão  a quarta colocada  do Grupo B para definição das classificações inferiores (5º ao 8º lugares).

## Fase classificatória
Classificação
- Local: Centre Sportif de Gatineau -Canadá

## Grupo A
|     |        |     | Jogos | Jogos | Jogos | Resultados | Resultados | Resultados | Resultados | Resultados | Resultados | Sets | Sets | Sets  | Pontos | Pontos | Pontos |
| Pos | Equipe | Pts | T     | V     | D     | 3–0        | 3–1        | 3–2        | 2–3        | 1–3        | 0–3        | V    | P    | R     | V      | P      | R      |
| --- | ------ | --- | ----- | ----- | ----- | ---------- | ---------- | ---------- | ---------- | ---------- | ---------- | ---- | ---- | ----- | ------ | ------ | ------ |
| 1   | Canadá | 5   | 2     | 2     | 0     | 1          | 0          | 1          | 0          | 0          | 0          | 6    | 2    | 3,000 | 181    | 164    | 1.104  |
| 2   | Chile  | 4   | 2     | 1     | 1     | 1          | 0          | 0          | 1          | 0          | 0          | 5    | 3    | 1.667 | 179    | 165    | 1.085  |
| 3   | México | 0   | 2     | 0     | 2     | 0          | 0          | 0          | 0          | 0          | 2          | 0    | 6    | 0,000 | 119    | 150    | 0.793  |

Resultados
| 23 de junho de 2015 20:00 P2 P3 AQ1 AQ2 | México | 0 — 3             | Canadá | Centre Sportif de Gatineau, Gatineau Público: 350 Árbitro(s): EUA William Thorburg BRB Dale Addison |
| 23 de junho de 2015 20:00 P2 P3 AQ1 AQ2 | 23 14  | Set 1 Set 2 Set 3 | 25     | Centre Sportif de Gatineau, Gatineau Público: 350 Árbitro(s): EUA William Thorburg BRB Dale Addison |

| 24 de junho de 2015 18:31 P2P3AQ1 AQ2 | Chile | 3 — 0             | México   | Centre Sportif de Gatineau, Gatineau Público: 250 Árbitro(s): BRB Dale Addison BRA Fernando Araújo |
| 24 de junho de 2015 18:31 P2P3AQ1 AQ2 | 25    | Set 1 Set 2 Set 3 | 22 18 19 | Centre Sportif de Gatineau, Gatineau Público: 250 Árbitro(s): BRB Dale Addison BRA Fernando Araújo |

| 25 de junho de 2015 20:00 P2P3AQ1 AQ2 | Canadá      | 3 — 2                         | Chile       | Centre Sportif de Gatineau, Gatineau Público: 350 Árbitro(s): BRA Fernando Araújo SLV Héctor Rivas |
| 25 de junho de 2015 20:00 P2P3AQ1 AQ2 | 25 21 20 15 | Set 1 Set 2 Set 3 Set 4 Set 5 | 21 22 25 11 | Centre Sportif de Gatineau, Gatineau Público: 350 Árbitro(s): BRA Fernando Araújo SLV Héctor Rivas |

## Grupo B
|     |                |     | Jogos | Jogos | Jogos | Resultados | Resultados | Resultados | Resultados | Resultados | Resultados | Sets | Sets | Sets  | Pontos | Pontos | Pontos |
| Pos | Equipe         | Pts | T     | V     | D     | 3–0        | 3–1        | 3–2        | 2–3        | 1–3        | 0–3        | V    | P    | R     | V      | P      | R      |
| --- | -------------- | --- | ----- | ----- | ----- | ---------- | ---------- | ---------- | ---------- | ---------- | ---------- | ---- | ---- | ----- | ------ | ------ | ------ |
| 1   | Brasil         | 9   | 3     | 3     | 0     | 2          | 1          | 0          | 0          | 0          | 0          | 9    | 1    | 9,000 | 238    | 155    | 1.535  |
| 2   | Estados Unidos | 6   | 3     | 2     | 1     | 2          | 0          | 0          | 0          | 1          | 0          | 7    | 3    | 2.333 | 236    | 185    | 1.276  |
| 3   | Barbados       | 2   | 3     | 1     | 2     | 0          | 0          | 1          | 0          | 0          | 2          | 3    | 8    | 0.375 | 187    | 250    | 0.748  |
| 4   | El Salvador    | 1   | 3     | 0     | 3     | 0          | 0          | 0          | 1          | 0          | 2          | 2    | 9    | 0.222 | 187    | 258    | 0.725  |

Resultados
| 23 de junho de 2015 16:00 P2 P3 AQ1 AQ2 | El Salvador | 0 — 3             | Brasil | Centre Sportif de Gatineau, Gatineau Público: 100 Árbitro(s): CHI Boris Cinfuentes CAN Sergei Theirant |
| 23 de junho de 2015 16:00 P2 P3 AQ1 AQ2 | 11 14       | Set 1 Set 2 Set 3 | 25     | Centre Sportif de Gatineau, Gatineau Público: 100 Árbitro(s): CHI Boris Cinfuentes CAN Sergei Theirant |

| 23 de junho de 2015 18:00 P2 P3 AQ1 AQ2 | Barbados | 0 — 3             | Estados Unidos | Centre Sportif de Gatineau, Gatineau Público: 200 Árbitro(s): SLV Héctor Rivas MEX Claudio Navas |
| 23 de junho de 2015 18:00 P2 P3 AQ1 AQ2 | 17 11 18 | Set 1 Set 2 Set 3 | 25             | Centre Sportif de Gatineau, Gatineau Público: 200 Árbitro(s): SLV Héctor Rivas MEX Claudio Navas |

| 24 de junho de 2015 16:00 P2 P3 AQ1 AQ2 | El Salvador    | 2 — 3                         | Barbados    | Centre Sportif de Gatineau, Gatineau Público: 100 Árbitro(s): EUA William Thorburg CAN Sergei Theirant |
| 24 de junho de 2015 16:00 P2 P3 AQ1 AQ2 | 25 26 17 21 11 | Set 1 Set 2 Set 3 Set 4 Set 5 | 19 24 25 15 | Centre Sportif de Gatineau, Gatineau Público: 100 Árbitro(s): EUA William Thorburg CAN Sergei Theirant |

| 24 de junho de 2015 20:24 P2 P3 AQ1 AQ2 | Brasil   | 3 —1                    | Estados Unidos | Centre Sportif de Gatineau, Gatineau Público: 175 Árbitro(s): MEX Claudio Navas CHI Boris Cinfuentes |
| 24 de junho de 2015 20:24 P2 P3 AQ1 AQ2 | 25 13 25 | Set 1 Set 2 Set 3 Set 4 | 23 18 25 20    | Centre Sportif de Gatineau, Gatineau Público: 175 Árbitro(s): MEX Claudio Navas CHI Boris Cinfuentes |

| 25 de junho de 2015 16:00 P2 P3AQ1 AQ2 | Brasil | 3 —0              | Barbados | Centre Sportif de Gatineau, Gatineau Público: 100 Árbitro(s): CAN Sergei Theirant CHI Boris Cinfuentes |
| 25 de junho de 2015 16:00 P2 P3AQ1 AQ2 | 25     | Set 1 Set 2 Set 3 | 13 12 8  | Centre Sportif de Gatineau, Gatineau Público: 100 Árbitro(s): CAN Sergei Theirant CHI Boris Cinfuentes |

| 25 de junho de 2015 18:00 P2P3 AQ1AQ2 | Estados Unidos | 3 — 0             | El Salvador | Centre Sportif de Gatineau, Gatineau Público: 250 Árbitro(s): BRB Dale Addison MEX Claudio Navas |
| 25 de junho de 2015 18:00 P2P3 AQ1AQ2 | 25             | Set 1 Set 2 Set 3 | 15 14 22    | Centre Sportif de Gatineau, Gatineau Público: 250 Árbitro(s): BRB Dale Addison MEX Claudio Navas |

## Quartas de final
| 26 de junho de 2015 18:00 P2 P3AQ1 AQ2 | Chile | 3 — 0             | Barbados | Centre Sportif de Gatineau, Gatineau Público: 100 Árbitro(s): EUA William Thorburg BRA Fernando Araújo |
| 26 de junho de 2015 18:00 P2 P3AQ1 AQ2 | 25    | Set 1 Set 2 Set 3 | 17 10 20 | Centre Sportif de Gatineau, Gatineau Público: 100 Árbitro(s): EUA William Thorburg BRA Fernando Araújo |

| 26 de junho de 2015 20:00 P2P3AQ1AQ2 | Estados Unidos | 3 — 0             | México   | Centre Sportif de Gatineau, Gatineau Público: 125 Árbitro(s): CHI Boris Cinfuentes CAN Sergei Theirant |
| 26 de junho de 2015 20:00 P2P3AQ1AQ2 | 25             | Set 1 Set 2 Set 3 | 19 18 12 | Centre Sportif de Gatineau, Gatineau Público: 125 Árbitro(s): CHI Boris Cinfuentes CAN Sergei Theirant |

## Quinto lugar
| 27 de junho de 2015 16:00 P2P3AQ1AQ2 | Barbados | 0 — 3             | México | Centre Sportif de Gatineau, Gatineau Público: 100 Árbitro(s): SLV Héctor Rivas EUA William Thorburg |
| 27 de junho de 2015 16:00 P2P3AQ1AQ2 | 22 21 19 | Set 1 Set 2 Set 3 | 25     | Centre Sportif de Gatineau, Gatineau Público: 100 Árbitro(s): SLV Héctor Rivas EUA William Thorburg |

## Semifinais
| 27 de junho de 2015 18:00 P2P3AQ1AQ2 | Brasil   | 3 — 1                   | Chile       | Centre Sportif de Gatineau, Gatineau Público: 250 Árbitro(s): EUA William Thorburg BRB Dale Addison |
| 27 de junho de 2015 18:00 P2P3AQ1AQ2 | 25 22 25 | Set 1 Set 2 Set 3 Set 4 | 17 15 25 19 | Centre Sportif de Gatineau, Gatineau Público: 250 Árbitro(s): EUA William Thorburg BRB Dale Addison |

| 27 de junho de 2015 20:00 P2P3AQ1AQ2 | Canadá      | 1 — 3                   | Estados Unidos | Centre Sportif de Gatineau, Gatineau Público: 400 Árbitro(s): BRA Fernando Araújo MEX Claudio Navas |
| 27 de junho de 2015 20:00 P2P3AQ1AQ2 | 19 22 25 22 | Set 1 Set 2 Set 3 Set 4 | 25 20 25       | Centre Sportif de Gatineau, Gatineau Público: 400 Árbitro(s): BRA Fernando Araújo MEX Claudio Navas |

## Sexto lugar
| 28 de junho de 2015 16:00 P2P3AQ1AQ2 | El Salvador | 1 — 3                   | Barbados | Centre Sportif de Gatineau, Gatineau Público: 125 Árbitro(s): EUA William Thorburg CHI Boris Cinfuentes |
| 28 de junho de 2015 16:00 P2P3AQ1AQ2 | 11 15 25 18 | Set 1 Set 2 Set 3 Set 4 | 25 21 25 | Centre Sportif de Gatineau, Gatineau Público: 125 Árbitro(s): EUA William Thorburg CHI Boris Cinfuentes |

## Terceiro lugar
| 28 de junho de 2015 18:06 P2P3AQ1AQ2 | Chile       | 2 — 3                         | Canadá         | Centre Sportif de Gatineau, Gatineau Público: 350 Árbitro(s): BRA Fernando Araújo SLV Héctor Rivas |
| 28 de junho de 2015 18:06 P2P3AQ1AQ2 | 23 25 16 11 | Set 1 Set 2 Set 3 Set 4 Set 5 | 25 19 20 25 15 | Centre Sportif de Gatineau, Gatineau Público: 350 Árbitro(s): BRA Fernando Araújo SLV Héctor Rivas |

## Final
| 28 de junho de 2015 20:00 P2P3AQ1AQ2 | Brasil | 3 — 0             | Estados Unidos | Centre Sportif de Gatineau, Gatineau Público: 400 Árbitro(s): MEX Claudio Navas EUA William Thorburg |
| 28 de junho de 2015 20:00 P2P3AQ1AQ2 | 25     | Set 1 Set 2 Set 3 | 22 23 17       | Centre Sportif de Gatineau, Gatineau Público: 400 Árbitro(s): MEX Claudio Navas EUA William Thorburg |